# Sochařský ateliér Bohumila Kafky v Buštěhradské
Sochařský ateliér Bohumila Kafky zvaný „Kafkárna“ se nachází v Praze 6-Střešovicích v ulici Buštěhradská poblíž křižovatky s ulicí Dělostřelecká v zahradě areálu přečerpávací stanice Bruska. Byl postaven na pozemku č. 998 jako provizorní stavba a nemá číslo popisné. Spolu s přečerpávací stanicí je chráněn jako nemovitá kulturní památka České republiky.

## Historie
Ateliér byl postaven roku 1932 „Sborem pro zbudování Památníku Národního Osvobození a pomníku Jana Žižky z Trocnova“ pro sochaře Bohumila Kafku (1878–1942), kterému bylo výtvarné řešení Žižkova pomníku na vrchu Vítkov Sborem přímo zadáno (dokončen 1950). Řešil se zde také Stalinův pomník od Otakara Švece (1892–1955) dokončený roku 1955. Kromě Kafky a Švece zde pracovali například sochaři Jan Axman, Jiří Janoušek, Jan Klimeš, Hugo Demartini, Jan Hendrych nebo Kurt Gebauer.
Objekt je od 90. let 20. století využíván jako školní ateliér sochařství UMPRUM v Praze na Hradčanech, založený sochařem Kurtem Gebauerem. Natáčely se zde některé scény filmu Pupendo režiséra Jana Hřebejka (2003) a televizního filmu Monstrum režiséra Viktora Polesného (2017).